# Jacob van Loo
Jacob van Loo (Sluis, 1614 – Parigi, 26 novembre 1670) è stato un pittore olandese del Secolo d'oro, attivo principalmente ad Amsterdam e, dopo il 1660, a Parigi.
Van Loo è noto per i suoi raggruppamenti di personaggi intenti a conversare, particolarmente per le sue scene mitologiche e bibliche generalmente attribuite al genere della pittura storica. Fu celebrato specialmente per la qualità dei suoi nudi al punto che, durante la sua vita, si diceva che soprattutto le sue figure femminili fossero considerate superiori e più popolari di quelle del suo contemporaneo e concorrente di Amsterdam, Rembrandt. Nel 1663, tre anni dopo essere fuggito a Parigi, Jacob van Loo fu accettato nell'Académie royale de peinture et de sculpture.
Benché anche suo padre dipingesse, il successo di Jacob fece sì che egli fosse per sempre designato come il fondatore della famiglia di pittori Van Loo; una dinastia che fu influente nella pittura francese ed europea dal XVII all'inizio del XIX secolo.

## Biografia
Van Loo nacque a Sluis, cittadina della Repubblica Olandese. Alcune fonti hanno ipotizzato che suo padre, Jan van Loo, possa essere stato un notaio, ma più spesso suo padre è descritto come un pittore dal quale Jacob van Loo ricevette la sua prima formazione. Poco si conosce della storia iniziale di van Loo a causa della distruzione degli archivi comunali di Sluis durante la Seconda guerra mondiale. Si dice che le sue prime influenze abbiano incluso Thomas de Keyser e Jacob Adriaensz Backer.

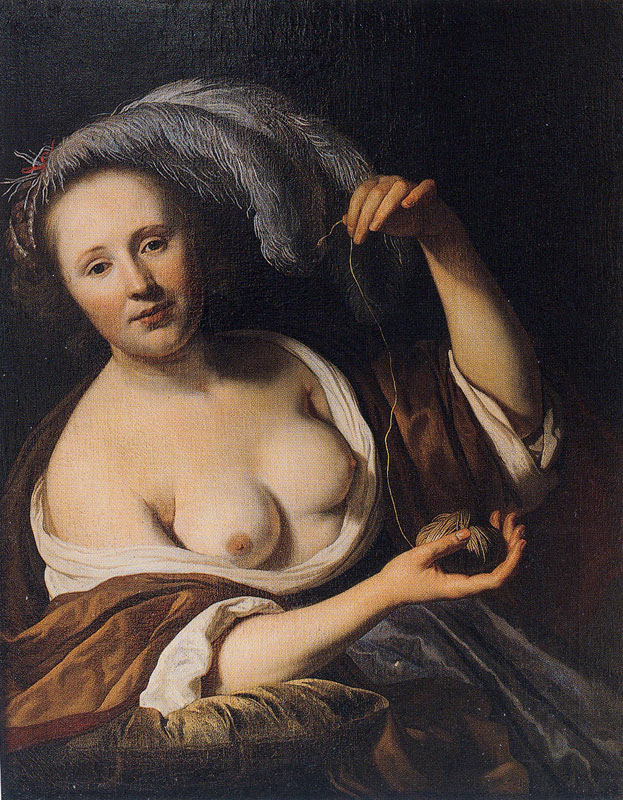
Arianna (1652). Palazzo di Wilanów, Varsavia.

### Vita familiare
Nel 1635, van Loo si trasferì ad Amsterdam. Nel 1642 sposò Anna Lengele, la sorella del pittore Martinus Lengele (1604–1668). La coppia ebbe sei figli, tra i quali i pittori Jean van Loo e il suo più noto fratello Louis-Abraham van Loo. I loro nipoti, Jean-Baptiste van Loo e Charles-André van Loo, furono tra i più famosi pittori francesi del XVIII secolo. Vissero a Rozengracht nel quartiere Jordaan di Amsterdam.

### Pratica professionale
Ad Amsterdam, van Loo si trovò al centro di un'attiva e competitiva cerchia di artisti, che includeva Rembrandt, Frans Hals e Bartholomeus van der Helst. Intorno al 1640 Eglon van der Neer entrò nel suo studio come apprendista e rimase suo studente per un decennio. Nel 1652 van Loo si comprò la cittadinanza (burgerrecht) della città di Amsterdam. Si ipotizzò che lo facesse nella speranza di ricevere l'incarico di aiutare a decorare il municipio appena costruito. Nel 1654, una poesia di Jan Vos annoverava van Loo tra i più significativi dei pittori olandesi, accanto a Rembrandt e van der Helst.
La maggior parte dell'opera di van Loo fu eseguita nello stile barocco che si era originato a Roma ed era stato reso popolare in tutta Europa. È spesso indicato come un'importante influenza per Johannes Vermeer, la cui prova si può vedere confrontando il dipinto di Vermeer di Diana e le ninfe con la versione di van Loo del 1648 dello stesso soggetto (non la versione del 1654 di Diana e le ninfe spesso usata per contestare l'asserzione dell'influenza diretta.)
Van Loo dipinse molti ritratti. Tra i suoi soggetti vi erano Johan Huydecoper van Maarseveen; sua sorella, Leonara Huydecoper, che era sposata a Jan J. Hinlopen; Joan Ortt, che ebbe in seguito una relazione con Antoinette Bourignon; e sua moglie Lucretia Boudaen.

### Fuga a Parigi
Nel 1660, van Loo fuggì da Amsterdam dopo aver pugnalato a morte un uomo durante un alterco in una locanda. Fu condannato a morte in absentia, il che impedì per sempre il suo ritorno nella Repubblica Olandese. Van Loo si stabilì a Parigi dove, nel 1663, fu ammesso nell'Académie de peinture et de sculpture. Morì a Parigi nel 1670, tre anni dopo che i membri della famiglia Loo erano stati naturalizzati come cittadini francesi.

## Galleria d'immagini

Opere di Jacob van Loo
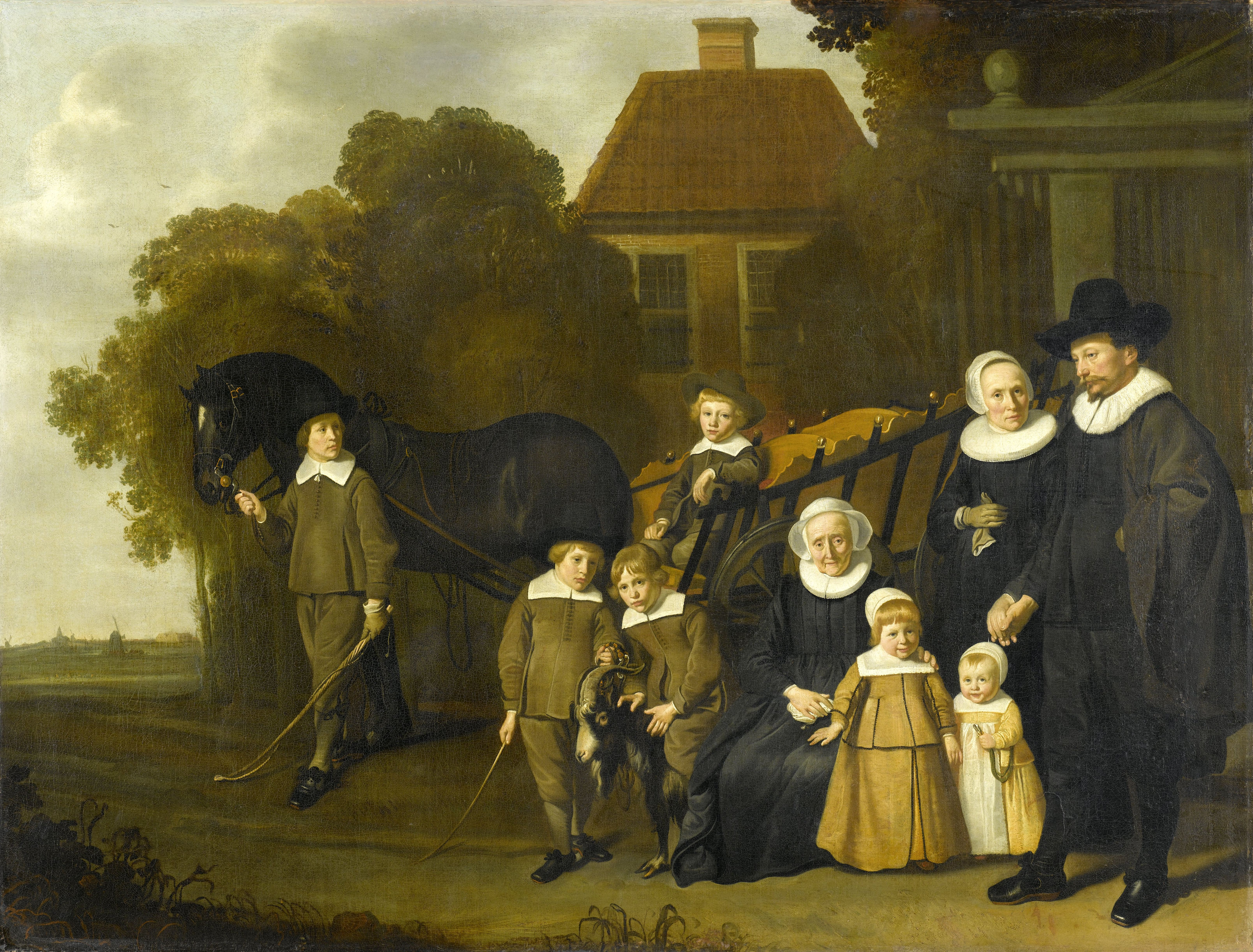
Famiglia Meebeeck Cruywage, c. 1640-45.
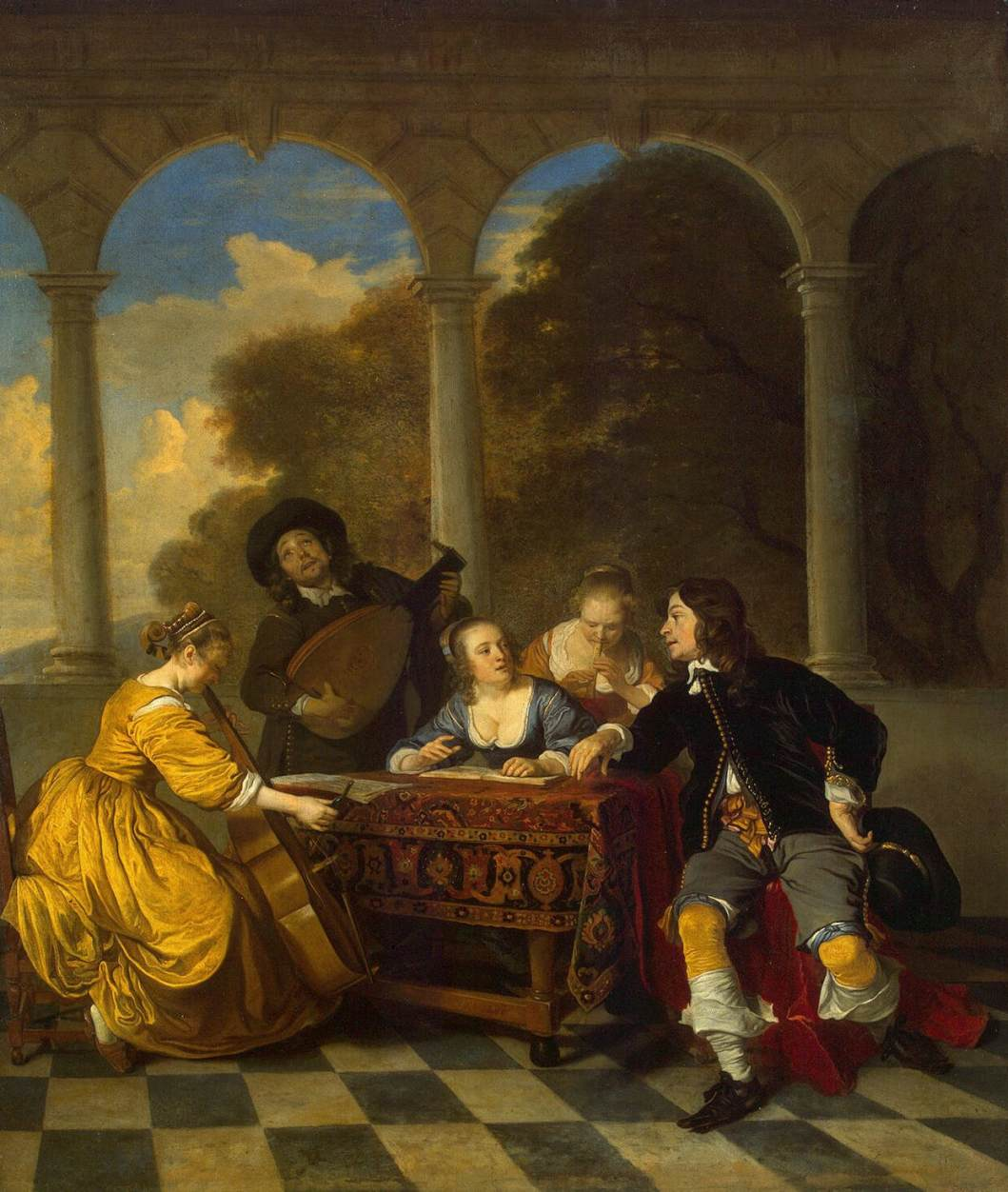
Un concerto, 1652.
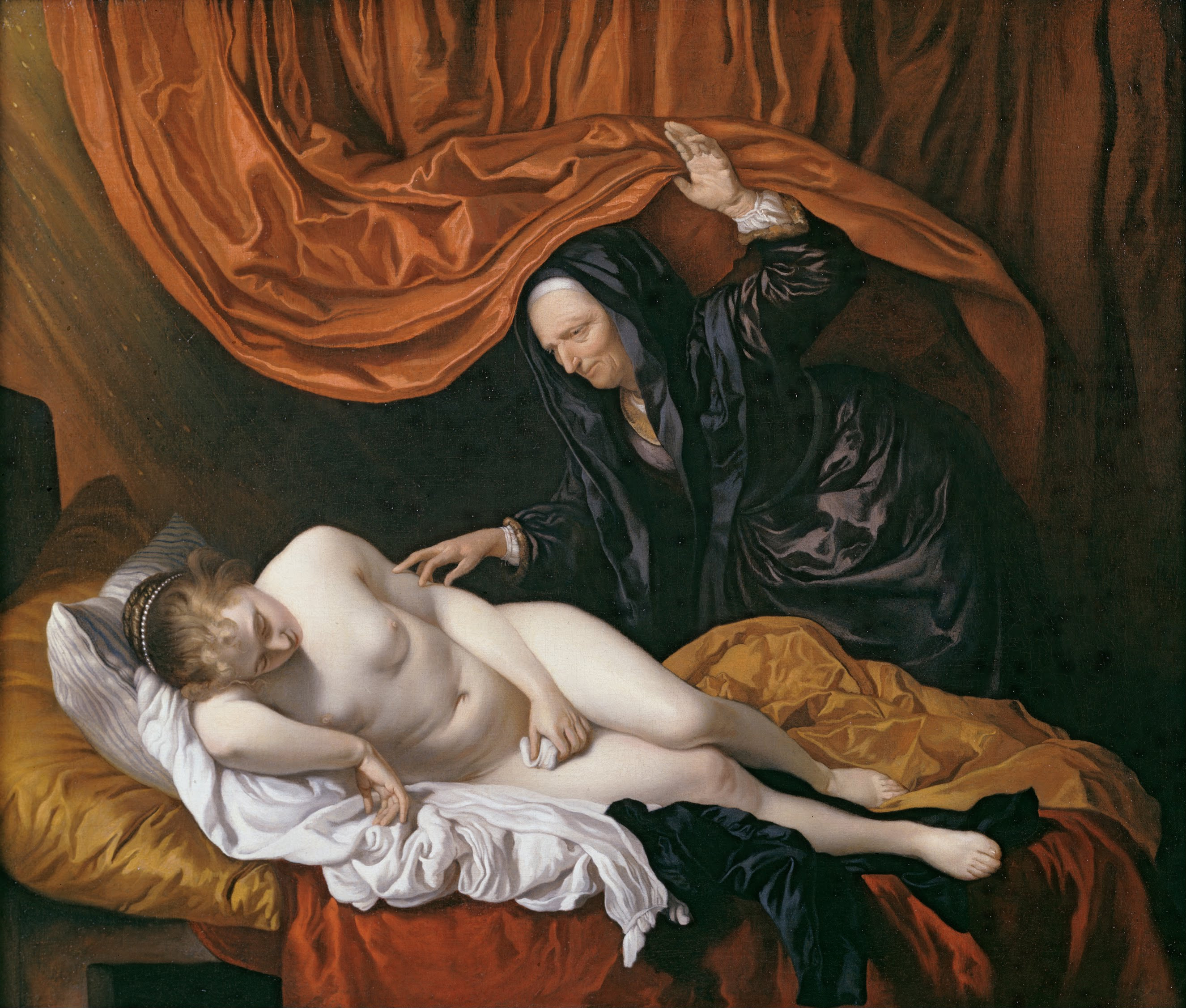
Danae, dopo 1640.
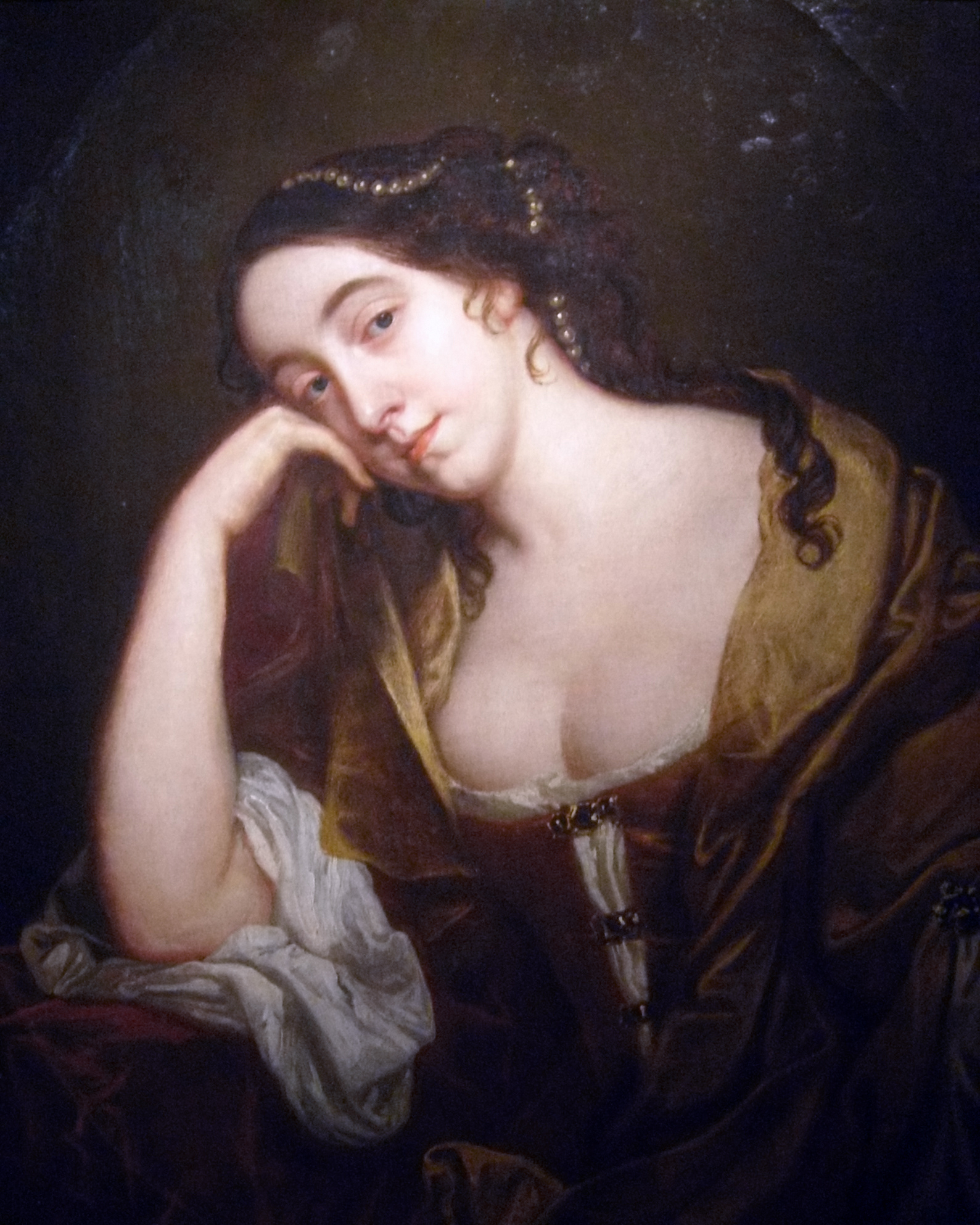
Malinconia, dopo il 1660.
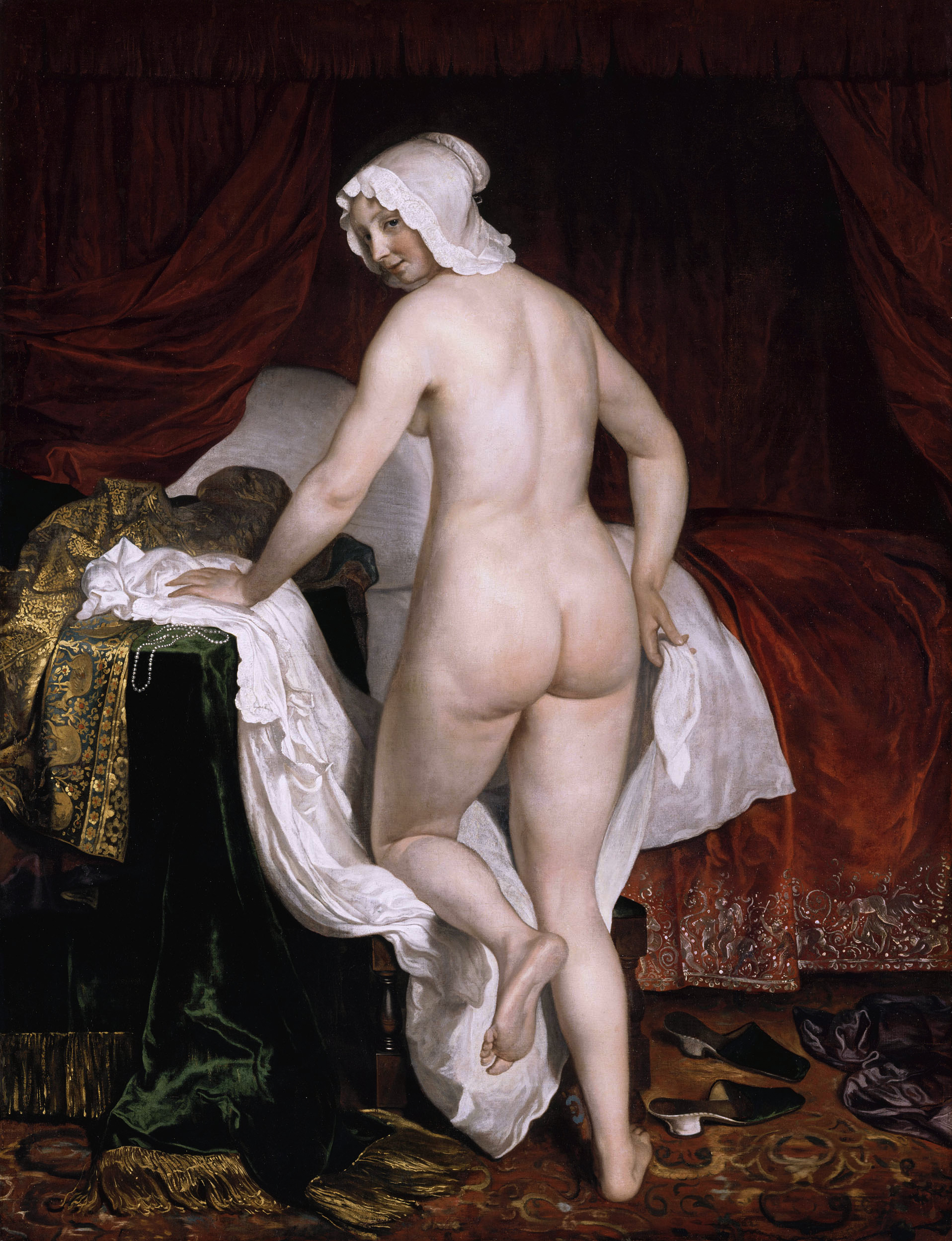
Giovane donna che va a letto, c. 1650.
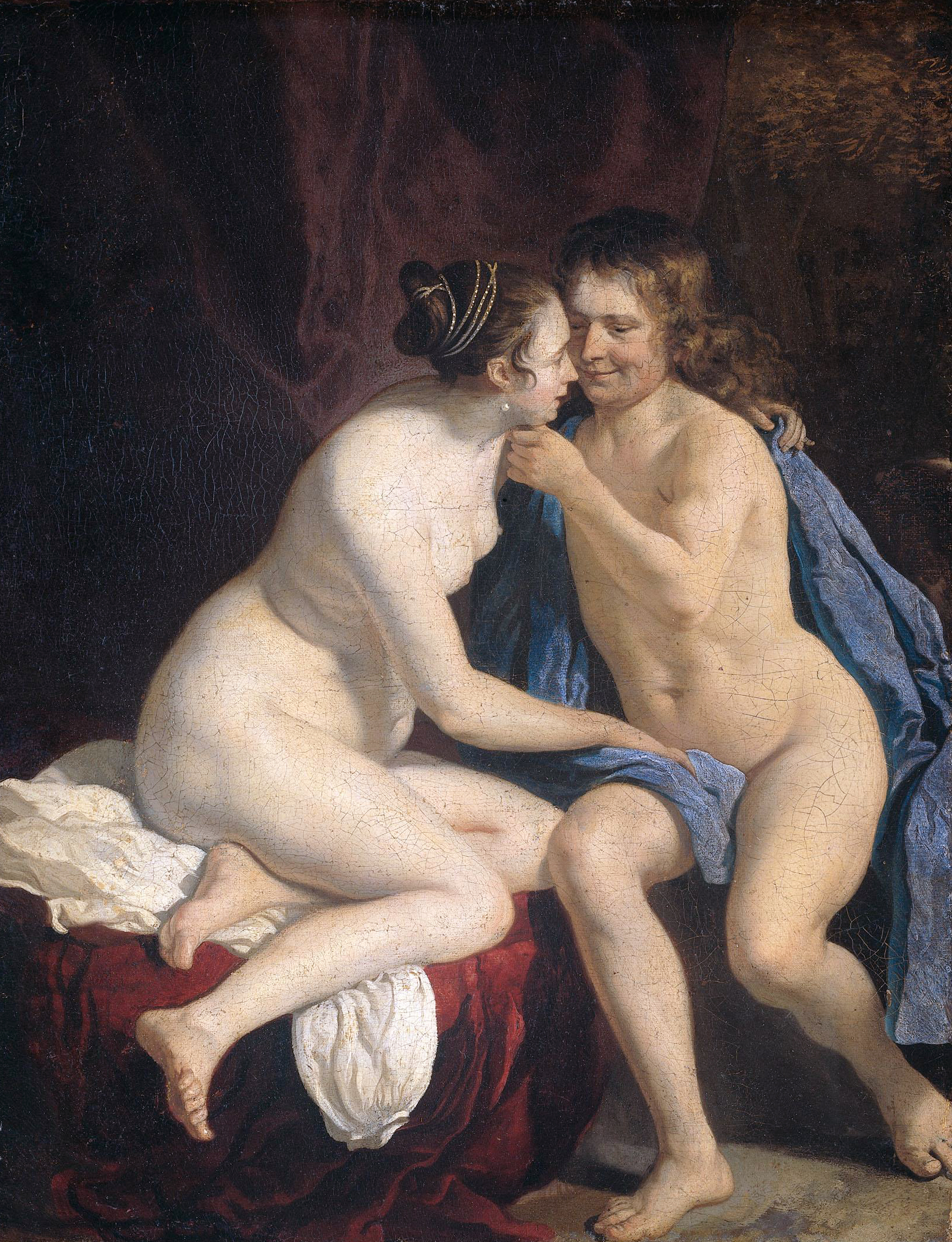
Nudi maschili e femminili, anni 1650.
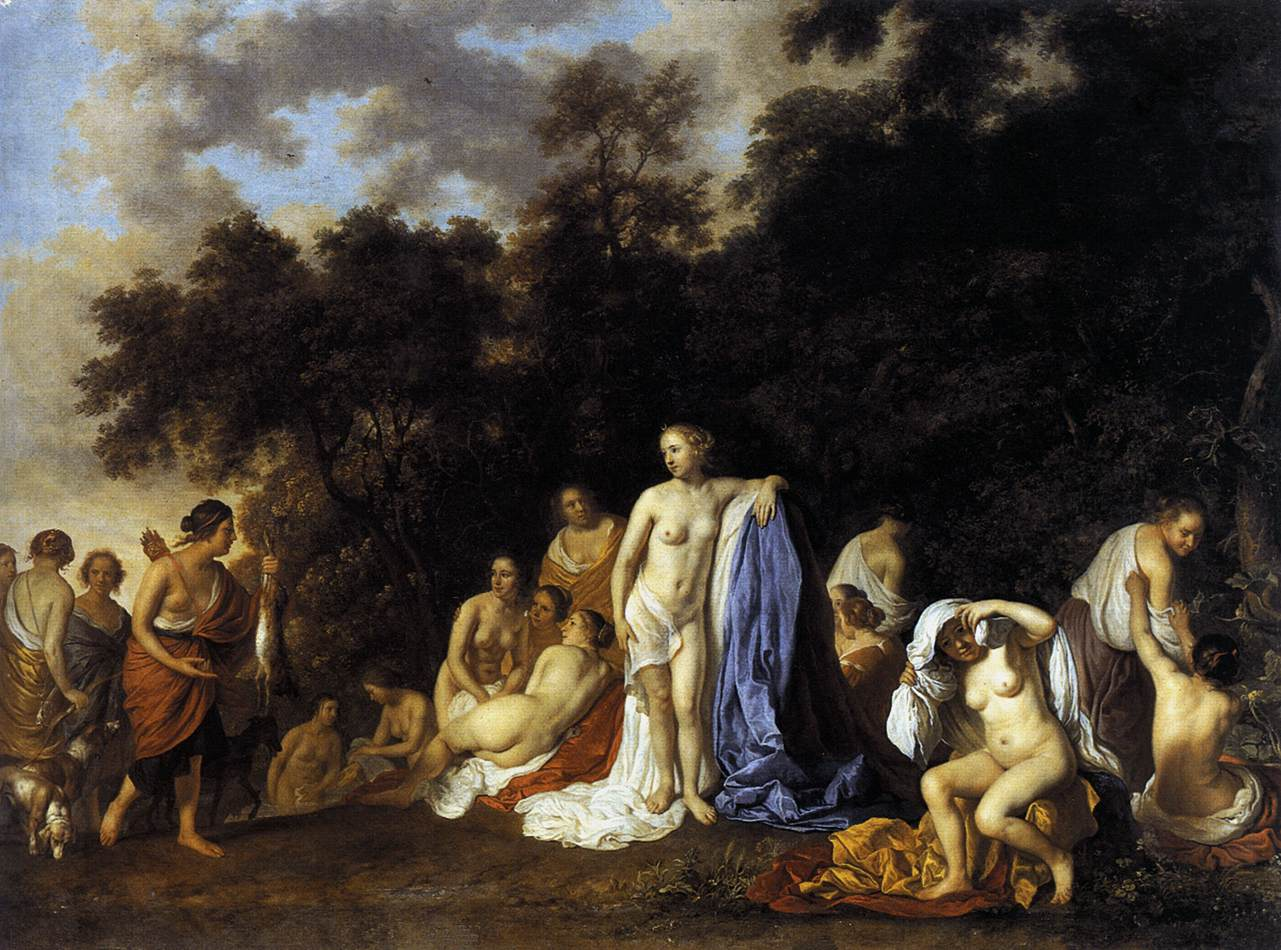
Diana e le ninfe, 1654.
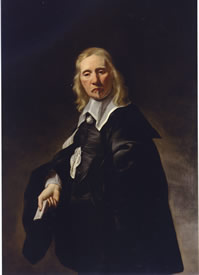
Ritratto di gentiluomo, 1668.
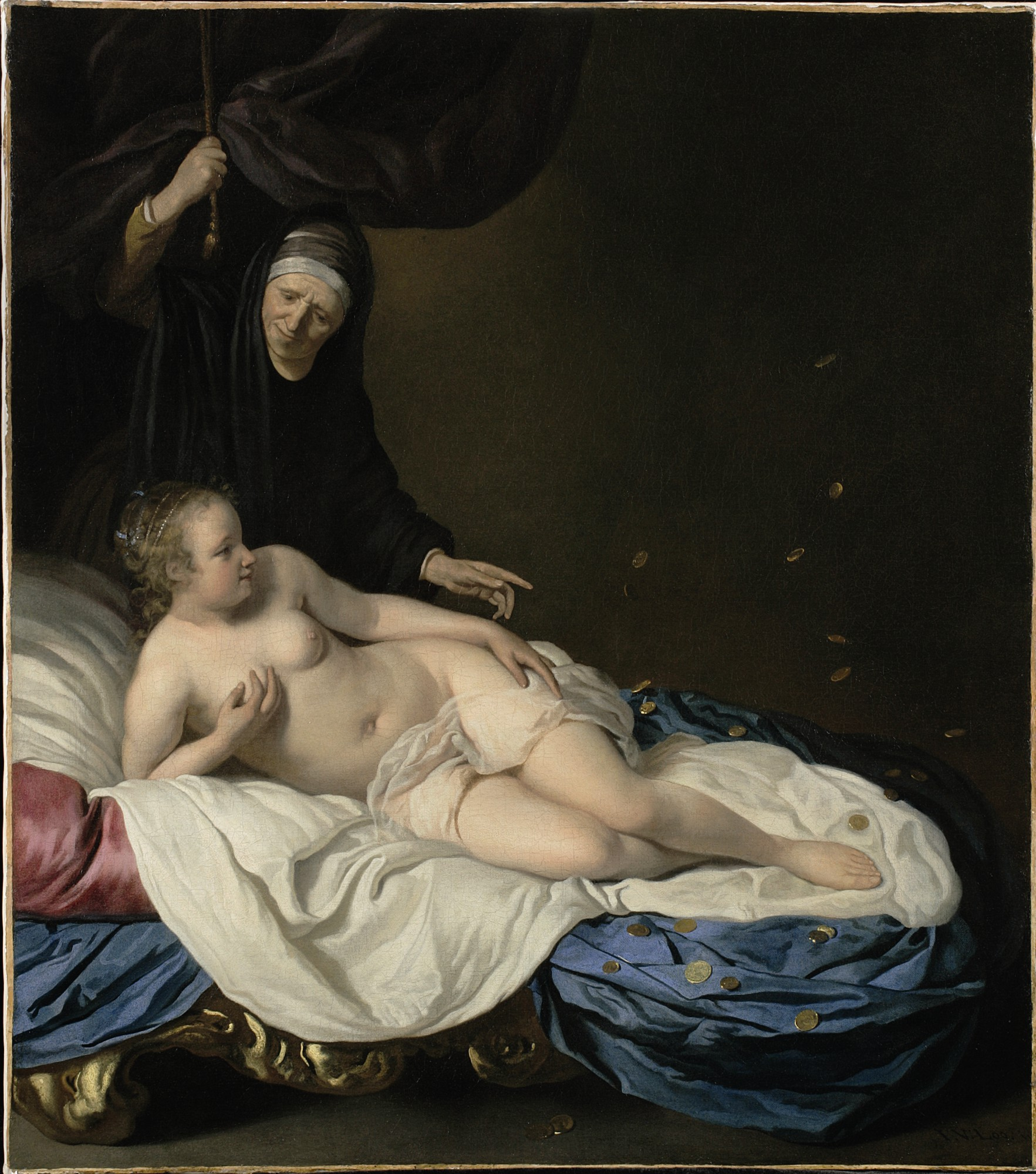
Danae, 1650.
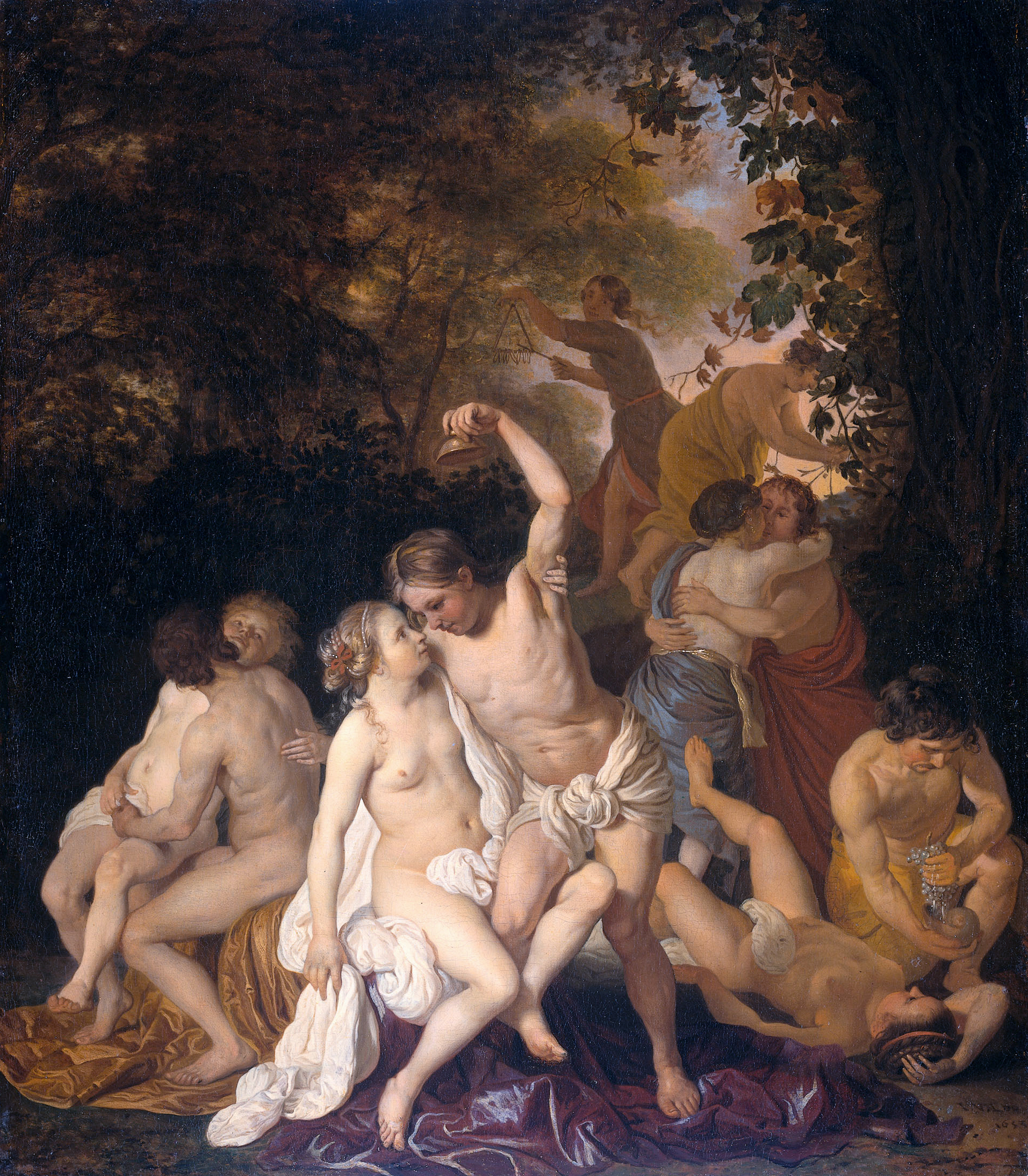
Scena bacchica, 1653.
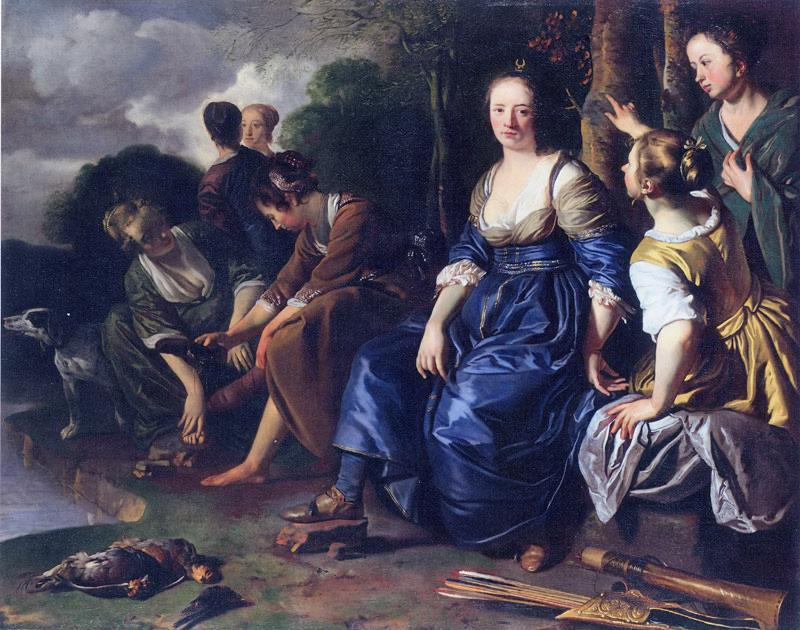
Diana e le ninfe, 1648.